# Torneio Início do Rio-São Paulo de 1951
O Torneio Início do Rio-São Paulo de 1951 foi a única edição do torneio. Foi disputado pelos clubes participantes do Torneio Rio-São Paulo de 1951.
Torneio idealizado pela Prefeitura do Rio de Janeiro para ser a primeira competição de futebol interestadual disputada no Maracanã. Foi disputado seguindo as regras do Torneio Início do Rio de Janeiro e do Torneio Início Paulista.

## Partidas
|  | Quartas-de-Final        | Quartas-de-Final        |                         |       | Semi-Finais | Semi-Finais |  |  | Final | Final |
|  |                         |                         |                         |       |             |             |  |  |       |       |
|  | 30 de Janeiro, Maracanã |                         |                         |       |             |             |  |  |       |       |
|  |                         |                         |                         |       |             |             |  |  |       |       |
|  | Flamengo                | 0 (1)                   |                         |       |             |             |  |  |       |       |
|  | Flamengo                | 0 (1)                   | 30 de Janeiro, Maracanã |       |             |             |  |  |       |       |
|  | Corinthians             | 0 (2)                   |                         |       |             |             |  |  |       |       |
|  | Corinthians             | 0 (2)                   | Corinthians             | 0     |             |             |  |  |       |       |
|  | 30 de Janeiro, Maracanã |                         | Corinthians             | 0     |             |             |  |  |       |       |
|  |                         | Bangu                   | 2                       |       |             |             |  |  |       |       |
|  | Bangu                   | Bangu                   | 2                       | 3     |             |             |  |  |       |       |
|  | Bangu                   |                         | 30 de Janeiro, Maracanã | 3     |             |             |  |  |       |       |
|  | Palmeiras               | 0                       |                         |       |             |             |  |  |       |       |
|  | Palmeiras               | 0                       | Bangu                   | 1 (4) |             |             |  |  |       |       |
|  | 30 de Janeiro, Maracanã |                         | Bangu                   | 1 (4) |             |             |  |  |       |       |
|  |                         | America                 | 1 (1)                   |       |             |             |  |  |       |       |
|  | America                 | America                 | 1 (1)                   | 1     |             |             |  |  |       |       |
|  | America                 | 30 de Janeiro, Maracanã |                         | 1     |             |             |  |  |       |       |
|  | Portuguesa              | 0                       |                         |       |             |             |  |  |       |       |
|  | Portuguesa              | 0                       | America                 | 1     |             |             |  |  |       |       |
|  | 30 de Janeiro, Maracanã |                         | America                 | 1     |             |             |  |  |       |       |
|  |                         | Vasco da Gama           | 0                       |       |             |             |  |  |       |       |
|  | Vasco da Gama           | Vasco da Gama           | 0                       | 1     |             |             |  |  |       |       |
|  | Vasco da Gama           |                         |                         | 1     |             |             |  |  |       |       |
|  | São Paulo               | 0                       |                         |       |             |             |  |  |       |       |
|  | São Paulo               | 0                       |                         |       |             |             |  |  |       |       |

OBS: O critério de desempate era o número de escanteios.

## Classificação Final
| Classificação Final | Classificação Final | Classificação Final | Classificação Final | Classificação Final | Classificação Final | Classificação Final | Classificação Final | Classificação Final | Classificação Final | Classificação Final |
| Times               | Times               | Pts                 | J                   | V                   | E                   | D                   | GP                  | GC                  | SG                  |                     |
| ------------------- | ------------------- | ------------------- | ------------------- | ------------------- | ------------------- | ------------------- | ------------------- | ------------------- | ------------------- | ------------------- |
| 1                   | Bangu               | 5                   | 3                   | 2                   | 1                   | 0                   | 6                   | 1                   | +5                  |                     |
| 2                   | America             | 5                   | 3                   | 2                   | 1                   | 0                   | 3                   | 1                   | +2                  |                     |
| 3                   | Vasco da Gama       | 2                   | 2                   | 1                   | 0                   | 1                   | 1                   | 1                   | 0                   |                     |
| 4                   | Corinthians         | 1                   | 2                   | 0                   | 1                   | 1                   | 0                   | 2                   | -2                  |                     |
| 5                   | Flamengo            | 1                   | 1                   | 0                   | 1                   | 0                   | 0                   | 0                   | 0                   |                     |
| 6                   | Portuguesa          | 0                   | 1                   | 0                   | 0                   | 1                   | 0                   | 1                   | -1                  |                     |
| 7                   | São Paulo           | 0                   | 1                   | 0                   | 0                   | 1                   | 0                   | 1                   | -1                  |                     |
| 8                   | Palmeiras           | 0                   | 1                   | 0                   | 0                   | 1                   | 0                   | 3                   | -3                  |                     |

## Campeão
| Torneio Início do Rio-São Paulo de 1951 |
| --------------------------------------- |
| Bangu Atlético Clube                    |